# Falangeroïdeus
Els falangeroïdeus (Phalangeroidea) són una superfamília de marsupials d'Austràlia i Nova Guinea. Formen part del subordre dels falangeriformes dins l'ordre dels diprotodonts, que també inclou els uombats, els cangurs i els ualabis, entre d'altres. La superfamília dels petauroïdeus, que inclou els petaures i els utes, és el grup germà dels falangeroïdeus.